# Hippeastrum morelianum
Hippeastrum morelianum là một loài thực vật có hoa trong họ Amaryllidaceae. Loài này được Lem. mô tả khoa học đầu tiên năm 1842.